# Иржавецкий сельский совет (Ичнянский район)
Иржавецкий сельский совет (укр. Іржавецька сільська рада) — входит в состав
Ичнянского района
Черниговской области
Украины.
Административный центр сельского совета находится в 
с. Иржавец
.

## Населённые пункты совета
- с. Иржавец